# The End of an Era
The End of an Era é o terceiro álbum de estúdio da rapper australiana Iggy Azalea, lançado em 13 de agosto de 2021 através da Bad Dreams e Empire. The End of an Era estava planejado para ser o ultimo álbum de estúdio da rapper australiana, mas em 2022, Iggy Azalea anuncia sua volta ao mundo da musica, anunciando o seu 4º álbum de estúdio.

## Antecedentes
Após o lançamento de seu quinto extended play (EP) Wicked Lips em dezembro de 2019, Iggy Azalea confirmou que em 2020 ela lançaria o seu terceiro álbum de estúdio. Depois de dar uma pausa nas redes sociais para focar na gravidez e no nascimento do filho, Azalea voltou ao estúdio no final de maio de 2020 para terminar o álbum. Descrevendo seu som, ela sugeriu um pop mais experimental dos anos 90 misturado com o rap. Atualmente, o álbum possui mais de 100 milhões de streams, sendo o 5º projeto audiovisual de Iggy Azalea a atingir esta marca. 

## Lançamento e promoção
Azalea anunciou o título do álbum em 20 de agosto de 2020, via Twitter.

### Singles
"Sip It" com Tyga foi lançada como primeiro single de The End of an Era em 2 de abril de 2021. A canção contém sample da própria canção de Azalea, "Pussy". "Sip It" marca a segunda colaboração de Azalea com Tyga. Um vídeo musical foi lançado ao lado da canção no mesmo dia. "I Am the Strip Club" foi lançada como segundo single em 2 de julho de 2021, junto com seu vídeo musical.

### Singlespromocionais
"Brazil" foi lançada junto com "Sip It" em 2 de abril de 2021 como primeiro single promocional do álbum. "Sex on the Beach" com participação de Sophia Scott foi lançada como segundo single promocional em 5 de agosto de 2021.

### Turnê
Em 2020, Iggy Azalea anuncia via Twitter a participação como Abertura na turnê "I Fell Good Tour" com Pitbull (rapper), o sucesso foi tanto, que no ano seguinte anunciaram a nova turnê "Can´t Stop Us Now", totalizando 70 shows no Estados Unidos e dados divulgados, revelam que a turnê gerou uma receita em torno de US$ 20.3 Milhões apenas em 2021.

## Lista de faixas
| The End of an Era – Edição padrão |                                              |                |              |         |  |
| N.º                               | Título                                       | Compositor(es) | Produtor(es) | Duração |  |
| 1.                                | "Sirens"                                     |                |              | 2:54    |  |
| 2.                                | "Brazil"                                     |                |              | 3:09    |  |
| 3.                                | "Pillow Fight"                               |                |              | 2:42    |  |
| 4.                                | "Emo Club Anthem"                            |                |              | 2:51    |  |
| 5.                                | "STFU"                                       |                |              | 2:32    |  |
| 6.                                | "Iam the Stripclub"                          |                |              | 2:48    |  |
| 7.                                | "Nights Like This"                           |                |              | 2:34    |  |
| 8.                                | "Woke Up (Diamonds)"                         |                |              | 2:42    |  |
| 9.                                | "Is That Right" (com part. de Bia)           |                |              | 2:52    |  |
| 10.                               | "Xxxtra"                                     |                |              | 3:04    |  |
| 11.                               | "Peach Body"                                 |                |              | 3:10    |  |
| 12.                               | "Sex on the Beach" (com Sophia Scott)        |                |              | 3:01    |  |
| 13.                               | "Good Times with Bad People"                 |                |              | 2:27    |  |
| 14.                               | "Day 3 in Miami (End of an Era)" (com Elise) |                |              | 2:48    |  |

## Histórico de lançamento
| Região | Data                 | Formato(s)                 | Versão | Gravadora         | Ref.   |
| ------ | -------------------- | -------------------------- | ------ | ----------------- | ------ |
| Várias | 13 de agosto de 2021 | Download digital streaming | Padrão | Bad Dreams Empire | [ 12 ] |